# John Ertzgaard
John Ertzgaard (Nairobi, 18 giugno 1977) è un velocista norvegese.
La sua unica medaglia importante è stato l'oro nei 200 metri piani agli Europei under 23 di Göteborg 1999.

## Biografia
Nel 1999, ai Mondiali di Siviglia, raggiunge le semifinali. 
Nel 2000 partecipa ai Giochi olimpici di Sydney, fermandosi al primo turno.

## Palmarès
| Anno | Manifestazione  | Sede   | Evento      | Risultato | Prestazione | Note |
| ---- | --------------- | ------ | ----------- | --------- | ----------- | ---- |
| 2000 | Giochi olimpici | Sydney | 200 m piani | Batteria  | 21"00       |      |